# Oxford (Kanada)
Oxford – miasto (town) w kanadyjskiej prowincji Nowa Szkocja, w hrabstwie Cumberland, podjednostka podziału statystycznego (census subdivision), nad rzeką River Philip. Według spisu powszechnego z 2016 obszar miasta to: 10,76 km², a zamieszkiwało wówczas ten obszar 1190 osób.
Miejscowość, która została założona w 1791, kiedy osiadł tam pochodzący z Yorku Richard Thompson, była pierwotnie określana omownie jako „czoło pływu” (na rzece), a jej współczesne miano, choć być może związane z nazwą Oxfordu, pochodziło od miejsca przeprawy (ford) dla wołów (ox), a w 1904 otrzymała status miasta (town).